# عرجة النهر (نجم)
عرجة النهر (بالإنجليزية: Tau2 Eridani)‏ هو نجم في كوكبة النهر. اسمه التقليدي Angetenar وهو مشتق من الاسم العربي
ينتمي إلى الفئة الطيفية K0III، والقدر الظاهري له 4.75. ويبعد حوالي 182 سنة ضوئية عن الأرض.